# Axiata Arena
Putra Indoor Stadium, beter bekend als de Axiata Arena, is een multifunctionele overdekte arena in Kuala Lumpur, Maleisië.
Het stadion bevindt zich op het terrein van het Nationaal Sportcomplex (Kuala Lumpur Sports City) in Bukit Jalil, een voorstad van Kuala Lumpur, Maleisië. Het is een van de verschillende sportfaciliteiten in het Nationaal Sportcomplex, waartoe ook het hoofdstadion, het Bukit Jalil Nationaal Stadion, het Nationaal Hockeystadion, het Nationaal Squashcentrum, het Nationaal Zwemcentrum en de Seri Putra Hal behoren.
Met 16.000 zitjes is het de grootste overdekte arena van Maleisië. Het stadion heeft 3 hoofdingangen die leiden naar een rechthoekige arena van 69 x 25 meter groot, die geschikt is voor verschillende sporten, zoals boksen, badminton, basketbal, volleybal, tafeltennis, judo, handbal, worstelen en gymnastiek.
Met de bouw werd in 1992 begonnen, om in 1998 de Gemenebestspelen te kunnen organiseren.
Op 16 januari 2017 werd het Putra-stadion omgedoopt tot Axiata Arena.